# Alan Sokal
Alan David Sokal (Boston; 24 de enero de 1955) es un científico estadounidense, profesor de física en la Universidad de Nueva York y de matemáticas en University College London.

## Datos biográficos y académicos
Obtuvo un doctorado en Física por la Universidad de Princeton en 1981. Enseñó matemáticas en la Universidad Nacional Autónoma de Nicaragua durante el gobierno sandinista, siendo expulsado de dicha universidad durante el gobierno de Violeta Chamorro. Las áreas de investigación de Sokal en física incluyen la física computacional, la mecánica estadística, la teoría cuántica de campos y la física matemática. Ha publicado más de un centenar de artículos científicos y es coautor del libro Random walks, critical phenomena and triviality in quantum field theory, con Roberto Fernández y Jürg Fröhlich (Springer, 1992 - ISBN 0-387-54358-9).
Se define a sí mismo como una persona con ideas políticas de izquierda. Adquirió gran notoriedad internacional por lo que se denominó el escándalo Sokal en 1996 cuando, para comprobar si la publicación postmoderna Social Text publicaría cualquier contribución que «adulara las preconcepciones ideológicas de los redactores», Sokal sometió para la publicación un artículo absurdo titulado «Transgressing the boundaries: Toward a transformative hermeneutics of quantum gravity» («Transgredir los límites: Hacia una hermenéutica transformadora de la gravedad cuántica»).
El texto fue publicado y Sokal entonces reveló el engaño en otra publicación (Lingua Franca), citando, entre otros, a Noam Chomsky para plantear que las ciencias sociales no siempre basan sus trabajos en la razón. Sokal sostuvo que la motivación de su broma fue «defender a los científicos y académicos de izquierda de un segmento de sí misma muy de moda».

## Imposturas intelectuales(1997)
Sokal y Jean Bricmont publicaron en 1997 Impostures Intellectuelles. Originalmente en francés (Éditions Odile Jacob, París), ha sido traducido al español como Imposturas intelectuales (Ed. Paidós - ISBN 84-493-0531-4, con traducción de Joan Carles Guix), al inglés como Intellectual Impostures en el Reino Unido y como Fashionable Nonsense en los Estados Unidos, al alemán, al catalán, al coreano, al neerlandés, al húngaro, al italiano, al japonés, al polaco, al portugués y al turco.
Sokal y Bricmont sostienen que determinados intelectuales «posmodernos», como Lacan, Kristeva, Baudrillard y Deleuze usan repetida y abusivamente conceptos provenientes de las ciencias físico-matemáticas totalmente fuera de contexto sin dar la menor justificación conceptual o empírica, o apabullando a sus lectores con palabras «sabias» sin preocuparse por su pertinencia o sentido, y negando la importancia de la verdad. Además, el ensayo incluye una dura crítica al relativismo epistémico, corriente académica posmoderna que considera que la verdad o falsedad de una afirmación depende de un individuo o de un grupo social y que considera a la ciencia «un relato más». 
El libro tuvo valoraciones muy diversas: algunos alabaron lo certero de la crítica, pero otros lo acusaron de ignorar las áreas que criticaba y sacar frases de contexto. Jacques Derrida, escribió una crítica en Le Monde, 20-11-1997, centrada en que los autores sólo elegían a franceses (y a ciertos franceses), que no estudiaban escrupulosamente esas llamadas «metáforas» científicas, ni su papel ni tampoco su estatuto y sus efectos en los discursos que reprobaban, y que todo el texto era una lectura superficial, propia de cierto mundo universitario. Se dio la circunstancia de que en el Times Literary Supplement ellos declararon que habían excluido de su crítica a pensadores célebres, como Althusser, Roland Barthes y Foucault, pero —al darlo a traducir a Libération (19-10-1997)—, modificaron la secuencia e incluyeron además entre los «honorables» a Derrida, porque les convenía para su imagen en Francia: según Derrida, Sokal y Bricmont no habían leído las obras impugnadas, ni conocían las ciencias humanas ni discernían un comentario retórico del razonamiento principal de un analista cultural. Otra serie de textos críticos de la obra de Sokal, bajo la coordinación de Baouduin Jurdant, fue publicada en 2003 bajo el título Imposturas científicas: Los malentendidos del caso Sokal.

## Más allá de las imposturas intelectuales(2008)
En 2007 Sokal publica en solitario el libro Beyond the Hoax: Science, Philosophy and Culture (publicado en español por Paidós bajo el título Más allá de las imposturas intelectuales. Ciencia, filosofía y cultura). El libro consta de tres partes: incluye de antemano el polémico artículo (artefacto) de la revista Social Text: «Transgredir los límites: Hacia una hermenéutica transformadora de la gravedad cuántica», con nuevas referencias explicativas y varios artículos en relación con ese texto. En la segunda parte trata los presupuestos de ciencia y filosofía en sus aspectos ontológicos y epistémicos. Finalmente analiza diversas pseudociencias y que pretenden equipararse, con motivos y por motivos muy distintos, a la validez y «verdad» de la ciencia.

## Obra de Alan Sokal
Artículos
- Pueden verse numerosos artículos de Alan D. Sokal en Arxiv.org
- Pueden verse numerosos artículos de Alan Sokal en Google Académico.

Libros
- 1997 - Fashionable Nonsense: Postmodern Intellectuals' Abuse of Science o Intellectual Impostures (con Jean Bricmont)
  - 1999 - Imposturas intelectuales, Paidós, ISBN 978-84-493-0531-3.
- 2008 - Beyond the Hoax: Science, Philosophy and Culture, Oxford University Press
  - 2009 - Más allá de las Imposturas Intelectuales. Ciencia, filosofía y cultura, Paidós, ISBN 978-84-493-2314-0